# Le Cinquième Livre
Le Cinquième Livre ou Quint Livre, est un livre posthume de Rabelais publié en 1564 qui conte la suite et la fin du voyage de Pantagruel et de ses compagnons à la recherche de l'Oracle de la Dive Bouteille.
Ce serait dans son ensemble l'œuvre de Rabelais, mais sans doute pas dans toutes les parties. Les attaques sont plus violentes que dans tout ce que l'auteur avait déjà livré au public.[réf. nécessaire]

## Résumé
Dans le prologue, le narrateur pose une énigme sur l’origine de la sagesse actuelle, explique le remplacement des livres obscurs par des livres plein de pantagruélisme et loue le renouveau de la littérature française. L'histoire reprend avec le récit de la navigation.

### Satire de l’Église et de la justice
Les voyageurs, introduits par l'ermite Braguibus et le sacristain Aeditue, découvrent tout d’abord l'île Sonnante, habitée par des oiseaux en cages dont les noms renvoient à l’Église catholique (clergaux, monagaux, prêtregaux, abbegaux, évesgaux, cardingaux et papegaut, qui est unique en son espèce). Ils vivent des richesses qui viennent de l’autre monde mais offrent une triste mine, ce qui conduit Panurge à raconter l’apologue de l'âne et du roussin, dans lequel un cheval est condamné à la chasteté malgré son mode de vie faste, ce qui fait horreur au baudet égrillard.
Ils parcourent brièvement l’île des Ferrements, où des arbres portent des outils et des armes, les fruits s'emmanchant naturellement à des branchages adaptés, et l’île de Cassade, où règne le mensonge. L'invocation des diables et les récifs en forme d'osselets ou dés évoquent peut-être les naufrages causés par le jeu. Les pantagruélistes achètent des chapeaux et des bonnets à un marchand de fausses antiquités.
Ils abordent ensuite à l'île de Condamnation, où siège la justice criminelle. Les Chats-fourrés arrêtent les membres de l’équipage descendus sur l’île et les conduisent au devant leur horrible maître Grippeminaud, qui les soumet à une énigme. Panurge y répond tout en lui jetant une bourse pleine d’écus en or, comprenant que la justice grippeminaudière est corruptible. Frère Jean met une correction à d’autres vauriens qui réclament une taxation indue et s’empare de la literie d’une hôtelière qui se plaignait de ne pas avoir été payée par les marins pour leur repos.
Les compagnons passent rapidement par l’île d’Outre, où les habitants sont gonflés de graisse, et assistent à des crevailles, lors desquelles quelqu’un termine ses jours en se faisant exploser le péritoine et la peau. Une fois repartis, ils sont pris dans les sables après avoir échappé aux tourbillons. Le navire est sauvé du naufrage par un autre, sur lequel le narrateur reconnaît un certain Henri Cotiral. Ce dernier leur indique que son équipage vient du pays de la Quinte et se rend en Touraine avant de leur venir en aide.

### Abstraction, monachisme et tromperie
Les pantagruélistes descendent ensuite au port de Mateotechnie, en Entéléchie, le royaume de la reine Quinte Essence. Elle leur fait visiter son palais, montrant ses pouvoirs thaumaturgiques, soignant les malades par les chansons. Après le dîner, ils observent comment les gens et les officiers de la Reine s’exercent à des activités merveilleuses. La Reine mange à l’aide de Dégustateurs et de Masticateurs, qui lui permettent d’absorber sa nourriture, composée de nectar et d’ambroisie, sans altérer son gosier doublé de satin et ses dents d’ivoire. Le souper terminé, la Dame participe à un bal qui prend la forme d’une partie de jeu d’échecs.
Ils traversent l’île d’Odes, où les chemins cheminent, donnant lieu à des réflexions sur la cosmologie et la relativité de la connaissance. Sur l’île Esclots (c’est-à-dire des Sabots), les voyageurs rencontrent les Frères Fredon, moines qui fredonnent incessamment des psaumes. La symbolique de leur accoutrement (une mèche sur le front et une boule ronde sur les pieds) montre qu’ils défient le changement de la fortune, manifestant leur mépris des biens de ce monde. Panurge dialogue avec un moine qui ne lui répond que par monosyllabes. Après cet échange non dénué de grivoiserie, suit une discussion sur le Carême, Frère Fredon qualifiant le mois de mars comme celui de « ruffiennerie ». Epistémon réprouve cette institution qui prétend mortifier la chair tout en encourageant des nourritures aphrodisiaques et favorise le développement des maladies.
L’étape suivante est le pays de Satin, où les végétaux sont de velours et de damas et les animaux de tapisserie. Les voyageurs découvrent des créatures extraordinaires, comme des licornes, des rhinocéros, un caméléon, des phénix, la bête-à-deux-dos, des harpies et des catoblépas. Ils rencontrent ensuite Ouy-dire, un « petit vieillard, bossu, contrefait et monstrueux », paralysé des jambes mais pourvu de sept langues et de cent yeux. De nombreux historiens et explorateurs comme Hérodote, Strabon, Marco Polo et Pedro Cabral recopient ce qu’il raconte, alors qu'il parle abondamment de choses qu’il n’a pu voir sur place. Parmi ses disciples, Percherons et Manceaux se destinent au métier de « témoignerie ».

### Lanternois et Dive Bouteille
Les pantagruélistes arrivent enfin en Lanternois, le pays des Lichnobiens et terme de la quête, où vivent des lanternes vivantes. Ils demandent à voir la reine, une lanterne revêtue de cristal de roche, damasquinée et passementée de gros diamants, afin d’être guidés vers l’Oracle. Le lendemain, ils se dirigent vers le temple de la Dive Bouteille après avoir traversé un grand vignoble composé de toutes les espèces de vignes. Ils passent sous un arc décoré des trophées du bonheur après avoir mis du pampre dans leurs chausses et un chapeau albanais sur leur tête, manifestant symboliquement le refus de l’ivrognerie.
En descendant sous terre, ils passent sous un arceau peint d'une danse de femmes et de satyres. Le narrateur la compare à la cave peinte de Chinon, décrite comme la première ville du monde, car prétendument bâtie par Caïn pour forme Caÿnon, de même que Constantin a donné Constantinople. Le grand Fût, accompagné d’une garde munie de thyrses, leur autorise l’accès et ils descendent un escalier de marbre, dont le nombre de marches renvoie à l’âme du monde selon Platon. Alors que la lumière n’émane que de la lanterne, Panurge prend peur mais Frère Jean le rassure et l’exhorte à continuer. Au bas de l'escalier, ils se trouvent en face d'un portail de jaspe, d'ordre dorique, sur lequel est écrit en lettres d'or : Έν őίνω άλήθεια (« Dans le vin la vérité »). La lanterne les invite à continuer seuls et ils franchissent les portes qui s’ouvrent d’elles-mêmes.

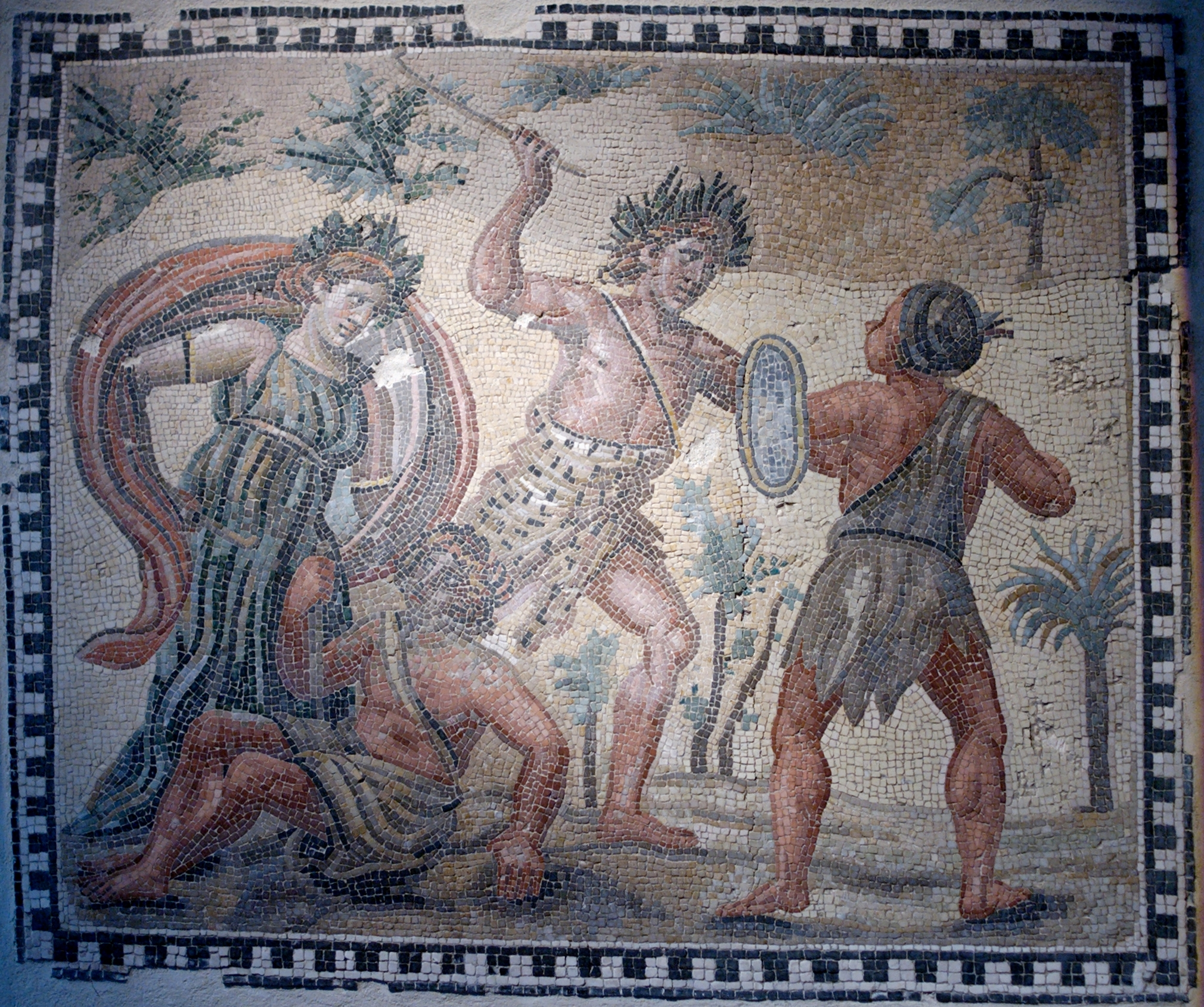
Le combat entre Dionysos et les Indiens, mosaïque du IVe siècle aux environs de la Villa Rufinella à Tusculum.

Les mosaïques représentent la bataille de Bacchus contre les Indiens, avec une armée de bacchantes et le vieux Silène ; accompagné notamment de jeunes gens rustiques, de satyres et de faunes. Le temple est éclairé d’une lanterne admirable, lumineuse comme le soleil, pourvue d’une mèche et d’une huile éternellement incandescentes. Elle surplombe une fontaine fantastique, c’est-à-dire pourvoyeuse d’illusions : elle donne un goût de vin selon l’imagination des hommes. Elle est par ailleurs soutenue par sept colonnes, taillées dans les sept pierres précieuses correspondant chacune à une planète selon les Chaldéens. La prophétesse Bacbuc fait changer ses vêtements à Panurge avant de lui faire entendre le mot de la Dive Bouteille. Après une chanson, elle jette quelque chose dans la fontaine et retentit le mot Trinch. Panurge boit ensuite du vin contenu dans un flacon en forme de livre. Bacbuc explique que la vérité est contenue dans le vin et exhorte à être soi-même l’interprète de son entreprise. Panurge et ses compagnons riment ensuite, pris d’une fureur bachique. Bacbuc, après avoir fait consigner les noms des pantagruélistes sur un grand livre, les recommande à « cette sphère intellectuale de laquelle en tous lieux est le centre, et n'a en lieu aucun circonférence, que nous appelons Dieu » et déclare qu’il reste encore de nombreux savoirs à découvrir, contre l’idée répandue que tout est déjà connu.

### Éditions anciennes
- L'Isle Sonnante, par M. François Rabelays, qui n'a point encore esté imprimé ne mise en lumière : en laquelle est continuée la navigation faicte par Pantagruel, Panurge et austres ses officiers. Imprimé nouvellement, s.l., 1562
- Le cinsquiesme et dernier livre de des faicts et dicts Heroïques du bon Pantagruel, composé par M. François Rabelais, docteur en Medecine. Auquel est contenu la visitation de l'Oracle de la Dive Bacbuc, et le mot de la Bouteille (...), s.l., 1564

### Éditions modernes
- [Huchon 1994] François Rabelais (édition établie, présentée et annotée par Mireille Huchon avec la collaboration de François Moreau), Œuvres complètes, Paris, Gallimard, coll. « Bibliothèque de la Pléiade », 1994, 1801 p., 18 cm (ISBN 978-2-07-011340-8, BNF 35732557)
- François Rabelais (édition établie par Françoise Joukovsky), Le Cinquiesme Livre, Paris, Flammarion, coll. « GF » (no 872), 1995, 274 p. (ISBN 2-08-070872-4, BNF 35801635).

### Études
- Franco Giacone (dir.), Études rabelaisiennes, t. 40 : Le Cinquiesme livre : actes du colloque international de Rome, 16-19 octobre 1998, Genève, Droz, coll. « Travaux d'humanisme et Renaissance » (no 340), 2001, 640 p. (ISBN 2-600-00637-0).
- Guy Demerson, Rabelais, Paris, Fayard, 1991, 350 p. (ISBN 2-213-02782-X).
- Mireille Huchon, Études rabelaisiennes, t. 16 : Rabelais grammairien : de l'histoire du texte aux problèmes d'authenticité, Genève, Droz, coll. « Travaux d'humanisme et Renaissance » (no 183), 1981, 534 p..
- V.-L. Saulnier, Rabelais, t. 2 : Rabelais dans son enquête. Étude sur le Quart Livre et le Cinquième Livre, Paris, Sedes, 1982, 356 p. (présentation en ligne).
- Mireille Huchon, « Archéologie du Ve Livre », dans Jean Céard et Jean-Claude Margolin (dir.), Études rabelaisiennes, t. 21 : Rabelais en son demi-millénaire : actes du colloque international de Tours, 24-29 septembre 1984, Genève, Droz, 408, p. 19-28.